# Lungotevere delle Navi
Il lungotevere delle Navi è il tratto di lungotevere che collega ponte Giacomo Matteotti a piazzale delle Belle Arti, a Roma, nel quartiere Flaminio.
Il lungotevere prende nome dalla Marina Militare, la cui sede ministeriale è sita nel viale; è stato istituito con delibera del governatore del 7 maggio 1928.
Il Palazzo Marina, sede ministeriale, fu costruito tra il 1924 e il 1928 su progetto di Giulio Magni del 1914. Di stile neobarocco, la facciata è caratterizzata da due ancore che ne delimitano l'ingresso, appartenute alle corazzate austriache Viribus Unitis, affondata il 1º novembre 1918 a Pola, e Tegetthoff, destinata all'Italia quale bottino di guerra.
In corrispondenza del Lungotevere delle Navi, tra Ponte Matteotti e Ponte Risorgimento, si trova l'Oasi urbana del Tevere, in affidamento al WWF dal 1989.